# Zaręby (Podlachie)
Zaręby est un village de Pologne, situé dans la gmina de Dziadkowice, dans le powiat de Siemiatycze, dans la voïvodie de Podlachie à l'est de la Pologne.
Selon le recenssement de la commune de 1921, ont habité dans le village 176 personnes, dont 172 étaient catholiques, 1 orthodoxes, et 3 judaïques. Parallèlement, 175 habitants ont déclaré avoir la nationalité polonaise, 1 la nationalité biélorusse. Dans le village, il y avait 34 bâtiments habitables.